# Доватор, Лев Михайлович
Лев Миха́йлович Дова́тор (бел. Леў Міхайлавіч Даватар; 20 февраля 1903 года, село Хотино, Лепельский уезд, Витебская губерния, ныне Бешенковичский район, Витебская область — 19 декабря 1941 года, район деревни Палашкино, Рузский район, Московская область) — советский военный деятель, генерал-майор (11 сентября 1941 года), Герой Советского Союза (1941).
Лев Михайлович известен успешными операциями по уничтожению войск противника в начальный период Великой Отечественной войны. За голову Доватора немецкое командование назначало крупную награду.

## Биография

### Происхождение
Фамилия происходит от французского офицера де Вотура (фр. De Vautour), который был ранен при отступлении армии Наполеона из России. Его приютил шляхетский род Вишневских в Беларуси, с которым он и породнился. У следующих поколений рода фамильное имя преобразовалась в Довату́р или Дова́тор (со свойственным польскому языку ударением на предпоследний слог).
Лев Доватор родился 20 февраля 1903 года в селе Хотино Мартиновской волости Лепельского уезда Витебской губернии (ныне деревня Хотино Улльского сельсовета Бешенковичского района Витебской области Беларуси).
Окончил начальную школу. В 1918 году были созданы трёхлетние школы второй ступени; Лев Доватор поступил в такую школу в посёлке Улла и в 1921 году окончил её.
Работал в Витебске на льнопрядильной фабрике. В 1922 году избран секретарём Хотинского волостного комитета комсомола, а затем секретарём сельского комитета бедноты.
Окончил годичную советско-партийную школу в Витебске в 1923 году.

### Военная служба
В сентябре 1924 года вступил в ряды РККА и направлен на должность заведующего складом при штабе 7-й кавалерийской дивизии (Западный военный округ). В феврале 1925 года направлен на учёбу на Военно-химические курсы, находившиеся в Москве, по окончании которых с июня 1925 года служил на должностях инструктора-химика и командира химвзвода 7-й кавалерийской дивизии.
В сентябре 1926 года направлен в Борисоглебско-Ленинградскую кавалерийскую школу комсостава РККА.
В 1928 году вступил в ряды ВКП(б).
По окончании кавалерийской школы Доватор в сентябре 1929 года назначен на должность командира взвода 27-го кавалерийского полка (5-я кавалерийская дивизия, Северо-Кавказский военный округ). В 1931 году полк был передислоцирован в город Кяхта (Бурят-Монгольская АССР), где был включён в состав ОКДВА.
В октябре 1933 года назначен на должность политрука 1-го кавалерийского полка (1-я колхозная кавалерийская дивизия), а в мае 1935 года — на должность комиссара отдельного разведывательного батальона 93-й стрелковой дивизии.
В мае 1936 года направлен на учёбу в Военную академию имени М. В. Фрунзе. Во время учёбы был на полгода направлен в Испанию, где принимал участие в гражданской войне на стороне республиканцев в составе группы С. А. Ваупшасова.  По окончании которой в январе 1939 года назначен на должность начальника штаба кавалерийского полка, в ноябре — на должность начальника штаба 1-й отдельной особой кавалерийской бригады (Московский военный округ), а в марте 1941 года — на должность начальника штаба 36-й кавалерийской дивизии (Западный особый военный округ)
Был хорошим наездником. Во время съемок художественного фильма советского режиссёра Сергея Эйзенштейна «Александр Невский» Л. М. Доватор руководил кавалеристами Особой кавалерийской бригады Наркомата Обороны СССР, принимавшими участие в съёмках массовых сцен фильма. По ошибочным данным некоторых СМИ, он лично дублировал в конных сценах актёра Н. К. Черкасова, исполнявшего в картине главную роль; фактически дублёром Н. Черкасова был другой командир.

### Великая Отечественная война

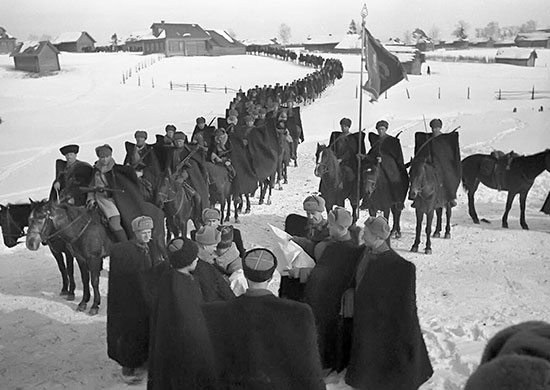
Гвардии генерал-майор Л. М. Доватор со своими кавалеристами.

В первые дни Великой Отечественной войны полковник Доватор находился на лечении в госпитале в Москве, поэтому к своей дивизии не смог добраться из-за того, что она попала в окружение. Вскоре был зачислен в распоряжение штаба Западного фронта.
В июле 1941 года за отличие в оборонительных боях на Соловьёвской переправе через Днепр награждён орденом Красного Знамени.
В августе 1941 года назначен на должность командующего Оперативной кавалерийской группы 29-й армии, сформированной из 50-й и 53-й кавалерийских дивизий. С 14 августа по 2 сентября группа под командованием Л. М. Доватора совершила рейд по тылу противника на территории Смоленской области, нанеся существенный урон противнику: до 3 000 убитых солдат и офицеров, 150 автомашин, 9 танков, 4 артиллерийских орудия, 6 миномётов; на борьбу с конницей Доватора немецкое командование было вынуждено отвлечь с фронта две дивизии. В сентябре — октябре «группа Доватора» приняла участие в тяжёлых оборонительных боях на реке Меже и по реке Ламе. В октябре кавалерийская группа участвовала в оборонительных боях на шоссе Белый — Ржев, прикрывая отступление стрелковых соединений на волоколамском направлении, а затем провела ряд наступательных боёв в районе Истринского водохранилища и Солнечногорска.
20 ноября Оперативная кавалерийская группа 29-й армии была переименована в 3-й кавалерийский корпус (нового, 1941 года, формирования), который 26 ноября был награждён почётным званием Гвардейский, с получением нового войскового номера, переименован во 2-й гвардейский кавалерийский корпус.
История корпуса зафиксирована в зарисовках с натуры, в ста портретах бойцов, сделанных картографом корпуса художником, заслуженным деятелем искусств Туркмении Бабиковым Геннадием Федоровичем (1911, Ржев — 1993, Ашхабад). Графические серии хранятся в музеях: музей Л. М. Доватора, расположенный в московской школе № 259., музее г. Севска, Музей изобразительных искусств Туркмении, г. Ашхабад.

### Гибель
11 декабря корпус под командованием Л. М. Доватора был передислоцирован в район Кубинки и после рейда по тылам противника к 19 декабря вышел к реке Рузе, где передовые части 2-го гвардейского кавалерийского корпуса (22-й и 103-й полки 20-й кавалерийской дивизии) вышли в район деревни Палашкино (Рузский район, Московская область), где находились 2-й батальон 472-го пехотного полка, 3-й батальон 7-го пехотного полка и 9-я батарея 252-го артиллерийского полка 252-й пехотной дивизии Вермахта (Силезия, эмблема «Дубовый лист»). Генерал-майор Доватор был смертельно ранен пулемётной очередью при атаке на деревню Палашкино под городом Руза. Вместе с генерал-майором от этого же пулемётного огня погибли: командир 20 гкд полковник Тавлиев, командир эскадрона политрук Карасев, адъютант старший сержант Тейфман.
Указом Президиума Верховного Совета СССР от 21 декабря 1941 года гвардии генерал-майору Доватору Льву Михайловичу за мужество и героизм, проявленные в боях с немецко-фашистскими захватчиками, присвоено звание Героя Советского Союза (посмертно).
Лев Михайлович Доватор был кремирован на территории Донского кладбища, до 1959 года урна с прахом стояла в самом крематории. Похоронен на Новодевичьем кладбище.
В районе деревни Палашкино Рузского района Московской области на месте гибели Л. М. Доватора был установлен памятный обелиск.

## Семья
- Супруга — Елена Лаврентьевна Доватор (1905—2003)
  - Сын — Александр Львович Доватор (род. 1927)
  - Дочь — Рита Львовна Доватор (1931—2018)[12].

## Награды и звания

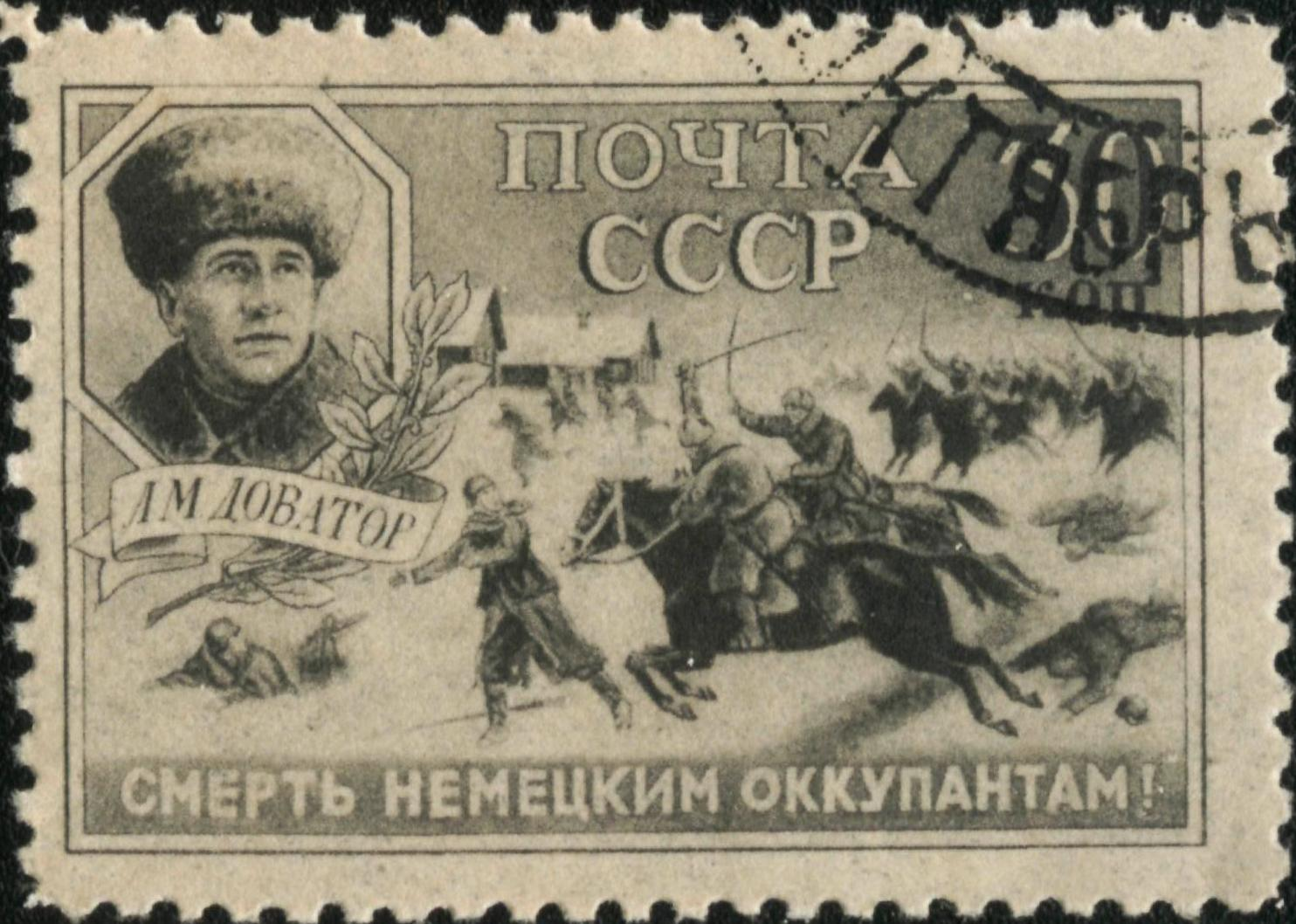
Военная почтовая марка СССР Доватор Смерть немецким оккупантам!

- Медаль «Золотая Звезда» Героя Советского Союза (21 декабря 1941 года, посмертно)[13]
- Два ордена Ленина (3 ноября 1941 года[14], 21 декабря 1941 года, посмертно[13])
- Орден Красного Знамени (9 августа 1941 года)[15]
- Орден Красной Звезды (22 февраля 1941 года)[1]
- Медаль «За оборону Москвы» (4 января 1945 года, посмертно)[16]

## Память

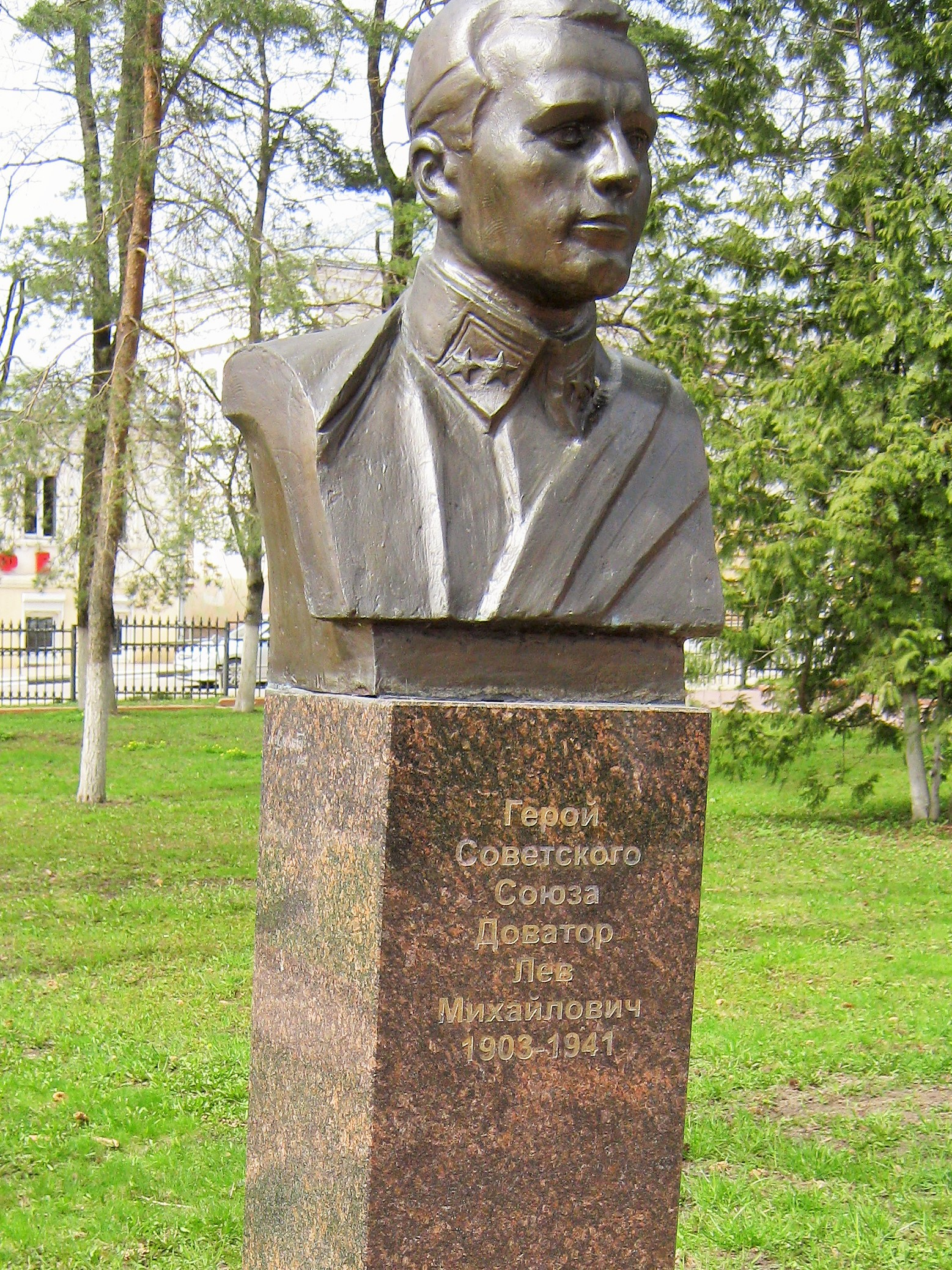
Бюст Л. М. Доватора на площади Партизан в Рузе

### Улицы
Именем Л. М. Доватора были названы улицы во многих советских городах. Некоторые из них сохранили своё название и в постсоветский период
- Во Владикавказе в 2001 году одна из крупнейших улиц города — 40 лет Победы — была переименована в проспект Доватора[17].
- В Москве улица Доватора расположена недалеко от Новодевичьего монастыря.
- В Минске (Беларусь) одна из улиц носит имя Доватора (улица Доватора).
- В Черкесске (Россия) одна из центральных улиц носит имя Доватора.
- В Иркутске одна из улиц носит имя Генерала Доватора.
- В Ростове-на-Дону одна из улиц Советского района носит имя Доватора.
- В Челябинске одна из главных улиц Советского района носит имя Доватора.
- В Златоусте одна из улиц частного сектора носит имя Доватора.
- В Харькове небольшая улица Новосёловки Новобаварского района, проходящая через частный сектор, и смежный с нею переулок носят имя Доватора. Также на здании по адресу улица Доватора, 17, установлена аннотационная доска.
- В Ульяновске одна из улиц Засвияжского района носит имя Доватора.
- В Рузе (Московская область) одна из улиц носит имя Доватора.
- В Гродно (Беларусь) одна из улиц носит имя Доватора.
- Улицей героев-доваторцев названа одна из улиц в Ставрополе. Установлена памятная стела на въезде в город — 500 ставропольских конников защищали Москву под командованием генерала Доватора. В 2006 году стела была снесена при расширении улицы, но в 2012 году восстановлена на новом месте.
- В Краснодаре одна из улиц носит имя Генерала Доватора.
- В Изобильный (Ставропольский край ) одна из центральных улиц носит имя Доватора.
- В Донецке именем Доватора названы улица и переулок.
- В Новосибирске одна из улиц в Дзержинском районе носит имя Доватора.
- В Омске есть улица Доватора.
- В Усть-Каменогорске (Восточно-Казахстанская область, Казахстан) именем Доватора названа улица в микрорайоне Мирный.
- В Хабаровске именем Доватора названа улица.
- В Витебске (Беларусь) улицы носят имя Доватора (1-я улица Доватора и 2-я улица Доватора)
- В Слониме (Беларусь) одна из улиц носит имя Доватора.
- В Октябрьском Гомельской области (Беларусь) одна из улиц носит имя Доватора
- В Липецке одна из улиц носит имя Доватора (Улица Доватора).
- В Волгограде одна из улиц носит имя Доватора.
- В Перми одна из улиц носит имя Генерала Доватора.
- В Кузнецке есть улица имени Доватора
- В Киеве (Украина) именем Генерала Доватора были названы улица и переулок, переименованы в 2022 году.
- В Туле одна из улиц Пролетарского района носит имя Доватора
- В Кривом Роге (Украина) в честь Генерала Доватора названа улица на Даманском.
- В Миассе (Челябинская область) одна из улиц частного сектора носит имя Льва Михайловича Доватора.
- В Хотино Бешенковичского района Витебской области (Беларусь) именем Л. М. Доватора названа улица.
- Именем Л. М. Доватора названы улицы в Глубоком[18], Речице[19], Пинске, Орше, Мозыре, Шарковщине, Караганде (Казахстан), Бельцах (Молдова), Владимире, Орске, Петропавловске-Камчатском, Городце, Новокузнецке, Кургане, Запорожье, Луцке, Сумах, Краматорске, Суходольске, Армавире Именем Генерала Доватора — в Днепропетровске, Одессе.

### Памятник, скульптура
- Памятник Л. М. Доватору около деревни Хотино Бешенковичского района Витебской области (Беларусь), в агрогородке Улла Бешенковичского района Витебской области (Беларусь)[20].
- Памятник Л. М. Доватору в агрогородке Улла Бешенковичского района Витебской области Беларусь (1983)[21].
- Памятник в честь воинов кавалерийского корпуса «Доваторцам» (Памятник конникам-Доваторцам) в Хойникском районе Гомельской области (Беларусь). Трасса Гомель-Хойники. Среди советских воинских частей, которые принимали участие в освобождении Хойникского района, были 3-я, 4-я и 17-я гвардейские кавалерийские дивизии 2-го гвардейского кавалерийского корпуса под командованием генерал-лейтенанта В. В. Крюкова (раньше корпусом командовал генерал Л. М. Доватор).
- Мемориальная доска в честь Л. М. Доватора на фасаде дома № 8 по проспекту Фрунзе в Витебске (Беларусь)[22].
- В рамках празднования 575-летия Бешенкович около районного историко-краеведческого музея 6 августа 2022 года открыта Аллея Героев Советского Союза, уроженцев Бешенковичского района, установлены бюсты — К. А. Абазовского, М. А. Высогорца, Л. М. Доватора, И. И. Строчко, М. Н. Ткаченко[23][24].

### Организации, учреждения
- Имя Л. М. Доватора присвоено колледжу в агрогородке Улла Бешенковичского района Витебской области (Беларусь)[25]. В колледже расположен музей имени Л. М. Доватора[26].
- Имя Л. М. Доватора присвоено школе ГБОУ 2098 в г. Москве.
- Имя Л. М. Доватора присвоено средней школе в агрогородке Улла Бешенковичского района Витебской области (Беларусь)[27]. Одна из экспозиций в школьном музее посвящена Л. М. Доватору. На здании школы установлена мемориальная доска в честь Героя.
- С 20 ноября 2018 года было возвращено название МОУ «СОШ имени Л. М. Доватора» в г. Дедовск Московской области (Россия)[28].

### Спорт
- В Витебске (Беларусь) ежегодно проводится Республиканский турнир по греко-римской борьбе памяти Героя Советского Союза Льва Михайловича Доватора на призы Представительства Национального олимпийского комитета Беларуси в Витебской области[29][30].
- В Ратомке ежегодно проводится Кубок Республики Беларусь памяти Героя Советского Союза Л.М.Доватора по конкуру[31].

### Другое
- Именем Л. М. Доватора назван электропоезд ЭР9Т-707 приписки ТЧ-9 Белорусской железной дороги[32].
- Во время Великой Отечественной войны в честь Л. М. Доватора называли советскую военную технику. Один из именных танков Т-34-76 был поднят поисковым отрядом «Арьергард» в 2001 году на территории Псковской области[33].
- Имя Л. М. Доватора с 1955 по 2002 годы включительно носил трёхпалубный теплоход 588-го проекта. Судно называлось «Л. Доватор» и работало в Волжском пароходстве. После продажи в октябре 2002 года в судоходную компанию «Паллада» теплоход перегнали в Москву и с 01.2003 года оно стало называться «Арабелла»[34]. Этот теплоход принимал участие в операции по спасению пассажиров теплохода «Булгария», потерпевшего бедствие на Волге 10 июля 2011 года.
- 8 мая 1972 года на территории средней школы № 618 Зеленоградского административного округа Москвы по инициативе первого директора школы П. П. Богомолова был открыт Музей Боевой славы 4-й гвардейской Мозырской Краснознаменной кавалерийской дивизии корпуса Доватора. Также имя Л. М. Доватора было присвоено одной из пионерских дружин этой школы[35].
- В Республике Беларусь в Ратомке конезавод имени Л. М. Доватора.
- В 1970 году на территории средней школы № 662 города Москвы был открыт Музей боевой славы, посвящённый 17-й гвардейской кавалерийской Мозырской дивизии имени Л. М. Доватора. Постановлением Правительства Москвы от 25 апреля 2012 года № 181 — ПП «О порядке присвоения имени государственных и общественных деятелей, благотворительным организациям и объектам собственности города Москвы» было принято решение присвоить средней школе № 662 имя Героя Советского Союза Л. М. Доватора[36]. В 2013 году, на основании приказа Департамента образования Москвы № 257 была «О реорганизации государственных бюджетных образовательных учреждений Департамента образования города Москвы, подведомственных Северному окружному управлению образования Департамента образования города Москвы», школа была интегрирована в ГБОУ СОШ № 2098 имени Героя Советского Союза Л. М. Доватора (с 2015 года — ГБОУ «Школа № 2098 «Многопрофильный образовательный центр» имени Героя Советского Союза Л. М. Доватора»[37]
- Мурал Л. М. Доватору на доме № 11 по улице Доватора в Москве.
- В Витебске (Беларусь) проходит шахматный турнир памяти Героя Советского Союза Льва Доватора.
- Студенческий экологический отряд «Экологи» имени Героя Советского Союза Доватора Льва Михайловича (из филиала БГТУ «Витебский государственный технологический колледж»).